# Kekova
Kekova ist eine kleine türkische Insel an der lykischen Küste nahe der Stadt Demre in der Provinz Antalya. Die heute unbewohnte Insel ist 5,7 km² groß und 7,5 km lang; die höchste Erhebung misst 180 Meter.
Auf der Nordseite der Insel Kekova liegen die teilweise versunkenen Ruinen der antiken Stadt Dolichiste. Im 2. Jahrhundert n. Chr. wurde der Ort durch ein Erdbeben zerstört, während der Byzantinischen Ära wieder aufgebaut, später aber verlassen. Ein weiteres Beben – vermutlich im 10. Jahrhundert – führte dazu, dass die Ruinen heute größtenteils unter Wasser liegen. Im Nordwesten der Insel gab es in dem antiken Ort Xera eine Werft (türkisch: Tersane) mit der Möglichkeit zum Stapellauf.
Zur Region Kekova gehören auch die auf dem nahen Festland gelegenen Orte Üçagiz (das antike Teimiussa), die antike Stadt Aperlai und der kleine Küstenort Kaleköy, der auf dem antiken Simena gebaut wurde. Von Üçagiz aus, dem kleinen Hafenstädtchen auf dem Festland gegenüber von Kekova, starten Bootsfahrten zu den versunkenen Ruinen. Seit 1990 steht die Region Kekova mit ihren rund 260 km² unter Naturschutz. Im Bereich der versunkenen Städte ist das Baden, Tauchen oder Schnorcheln untersagt.

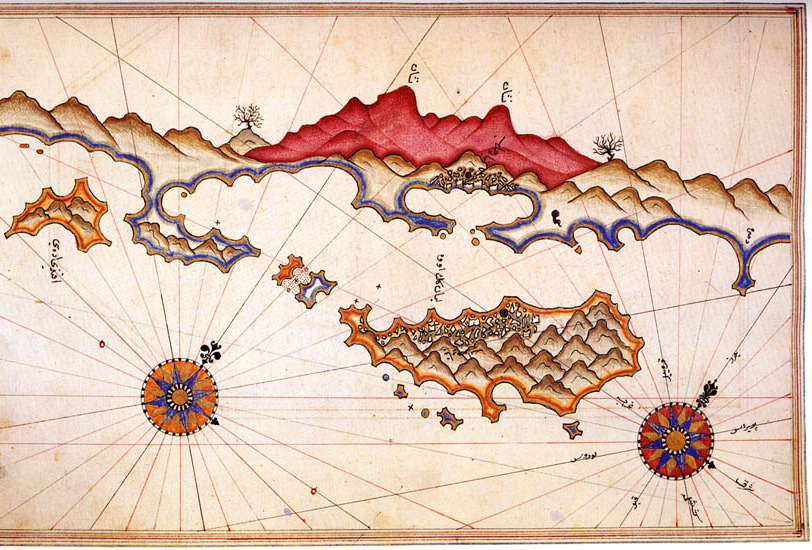
Karte Kekova von Piri Reis
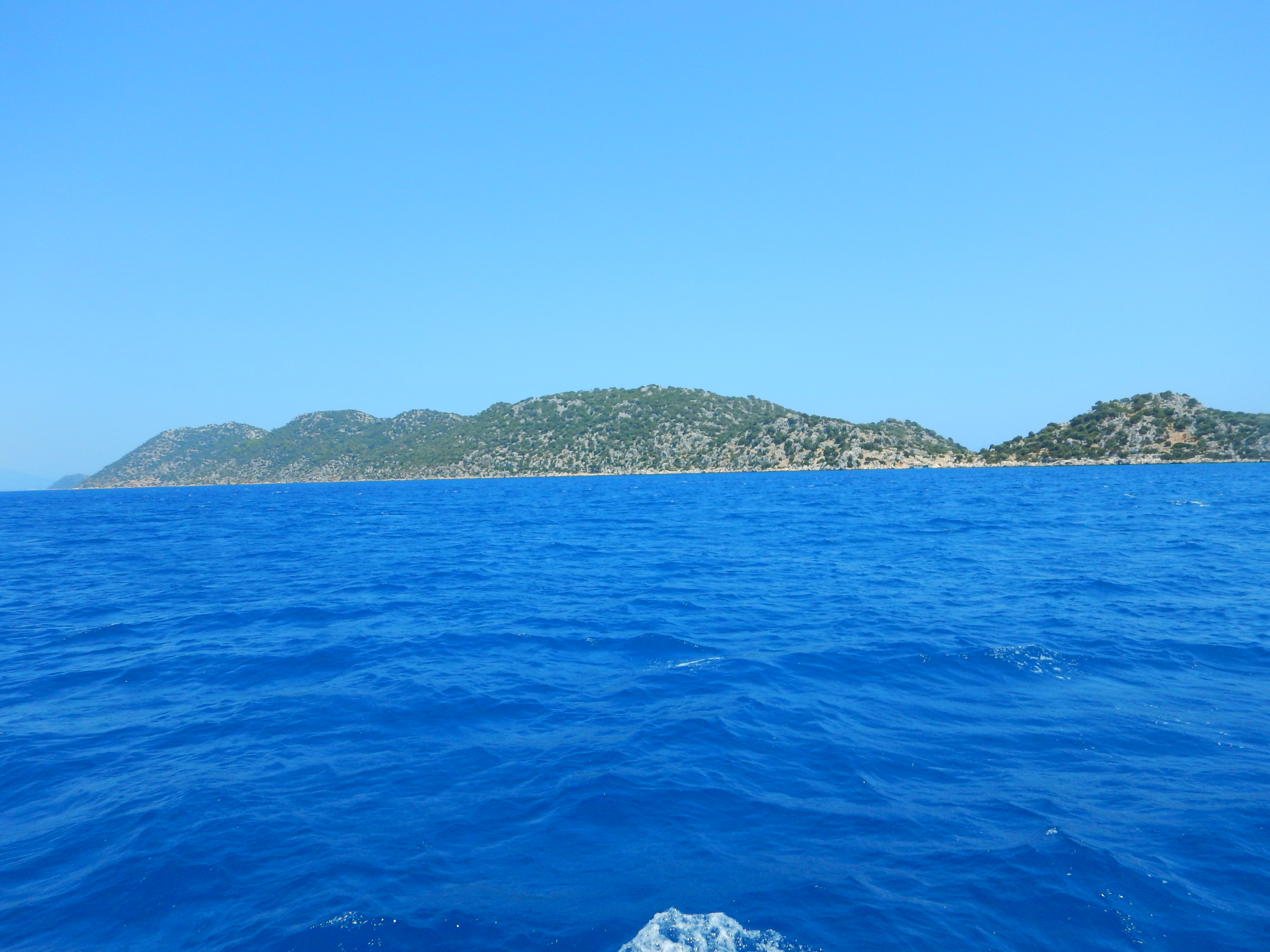
Insel Kekova von Westen gesehen